# ハンス＝ヴァレンティーン・フーベ
ハンス＝ファレンティーン・フーベ  （Hans-Valentin Hube, 1890年10月29日 - 1944年4月21日）は、ドイツの陸軍軍人。最終階級は陸軍上級大将。

## 生い立ち
フーベは、ザーレ川沿岸の都市ナウムブルクで、1890年10月29日に生まれた。1909年2月27日にドイツ帝国陸軍へ入隊し、士官候補生としてザクセン州マクデブルクに駐屯する第26歩兵連隊へ配属され、1910年には少尉へ任官した。

## 第一次世界大戦
第一次世界大戦では、第26歩兵連隊の小隊長の一人として出征し、間もなく連隊副官へ昇進する。1914年9月20日、フーベは重傷を負い左腕を失くしたが、1年後、同連隊の第7中隊長として前線へ復帰した。1918年には、第7師団の司令部要員となったが、4月20日、イギリス軍の攻撃に対する防御の指揮をしていた際に、毒ガスを吸って重症を負い、病院で終戦を迎える。

## ヴァイマル共和国から第二次世界大戦開戦まで
第一次世界大戦後は、ヴェルサイユ条約で兵力10万人に制限されたヴァイマル共和国軍に選び残され、中隊長として勤務していたが、1925年よりドレスデン軍事学校に移り、歩兵学と戦略学を教えるようになる。1931年に少佐へ昇進し、1934年には中佐となり、1935年ドレスデン歩兵養成学校校長に就任する。翌1936年に大佐へ昇進し、1939年には第3歩兵連隊長に任ぜられた。

## 第二次世界大戦
1939年のポーランド侵攻では、同連隊の連隊長として出征し、翌年のフランス他、西方諸国をめぐる戦いにも参加し、6月1日には少将へ昇進し、第16歩兵師団長となる。同年8月、第16歩兵師団は自動車化歩兵師団と装甲師団に分割されたが、フーベは第16装甲師団を指揮することになった。

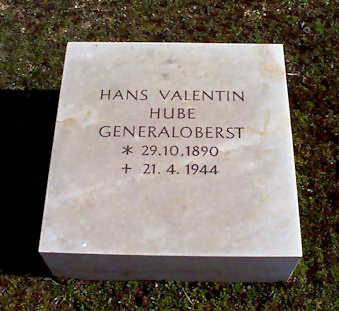
ベルリン軍人墓地にあるフーベの墓

翌1941年にはソ連への奇襲攻撃「バルバロッサ作戦」で、ゲルト・フォン・ルントシュテット元帥率いる南方軍集団(Heeresgruppe Süd)の配下で戦った。1942年、「ブラウ作戦」へ参加し、第6軍唯一の装甲戦力として、スターリングラード占領を目指す。同年9月、中将へ昇進すると共に、指揮下の師団が所属する軍団の第XIV装甲軍団長となったが、スターリングラード攻防戦でソ連軍に包囲され、指揮下の部隊は降伏するが、直前の1943年1月18日、フーベは包囲突破の同意をアドルフ・ヒトラーから得るため、脱出する。同年、装甲兵大将に昇進。その後、シチリアに出征し、アメリカ軍を相手に見事な防衛戦を指揮する。10月23日、再び東部戦線に戻り、第1装甲軍司令官となる。1944年4月20日、シチリア、サレルノ、コルスン包囲戦での功績により、オーバーザルツベルクにて、柏葉剣付ダイヤモンド騎士十字章を受章し、上級大将に昇進した。しかし、翌21日、アイリング飛行場から離陸した後、墜落事故に遭い死亡した。